# Самана (провінція)
Самана (ісп. Samaná) - провінція Домініканської Республіки.
Адміністративний центр провінції - місто Санта-Барбара-де-Самана, як правило, часто звана, просто - Самана.

## Про провінції
Провінція Самана названа на честь півострова Самана на якому вона розташована та знаходиться на північному сході Домініканської Республіки.

## Адміністративний поділ
Адміністративно до складу провінції входить три муніципалітету. Муніципалітет Самана включає в себе три муніципальних району:
1. Лас-Терренас
2. Санчес
3. Самана
  1. Арройо Баррі
  2. Ель Лимон
  3. Лас-Галерас

| № | Муніципалітет               | Населення, чел. (2012) |
| - | --------------------------- | ---------------------- |
| 1 | Лас-Терренас (Las Terrenas) | 39 221                 |
| 2 | Самана (Samana)             | 108 179                |
| 3 | Санчес (Sánchez)            | 20 865                 |
|   | Всього                      | 168 265                |

## Транспорт
На території провінції діють три аеропорти:
- Arroyo Barril International Airport
- El Catey International Airport
- El Portillo Airport

## Національні парки
На території провінції знаходиться шість національних парків:
- VIA Panoramica Carr. Nagua-Samana
- Manglares Del Bajo Yuna
- Los Haitises
- Monumento National Salto del Limon
- Cabo Cabron
- Monumento Natural Cabo Samana

## Пам'ятки
- Острів - Кайо Левантадо
- Водоспад - Ель-Лимон